# 石尠
石尠（约245年 - 307年10月24日），字处约，西晋乐陵郡厌次县（今山东阳信东南）都乡清明里人。西晋太尉、侍中石鉴的次子。

## 生平

### 早年经历
早年因为父亲的功绩赐官太中大夫、赐爵关中侯。曾在南阳王府中担任幕僚、尚书省任侍郎以及三公尚书，负责法规和断狱。后南阳王担任廷尉正、中书侍郎、南阳王友（南阳王的伴读顾问之类的）

### 杨骏至司马伦时期
杨骏专权期间，参与反对杨骏的行动，并处理善后。后担任大将军秦王司马柬府长史。贾后等人诛杨骏之后大肆封赏，石尠因功进爵城阳乡侯、入补尚书吏部郎。
杨骏被诛后，因疾病辞职，担任荥阳太守、御史中丞、大中正、侍中。屡次上表称病，后担任大司农。
赵王司马伦篡位后，被贬为员外散骑常侍。永宁元年夏四月辛酉，齐王司马冏、成都王司马颖和河间王司马颙起兵反对司马伦，石尠被拜为廷尉卿、征虏将军、幽州刺史。司马颖上表，派遣右司马和演代替石尠为幽州刺史，并上表以石尠为右司马（按墓志应为河南尹）。后去职，回归家乡。

### 汲桑之乱
永嘉元年（307年）夏五月，汲桑聚众造反，攻破邺城。同年九月五日（307年10月17日）汲桑进犯，石尠亲率领乡亲抵御。七日后，寡不敌众，城破，于乐陵被汲桑杀害，时年六十二岁，谥曰简。儿子石定、石迈一同战死。晋怀帝派遣孔汏、邢霸护丧。

## 家庭

### 父母
- 石鉴，西晋太尉、侍中。

### 夫人
- 夫人广平临水刘氏，字阿容。西晋步兵校尉、关内侯刘世颖之女
- 夫人琅邪诸葛氏，字南姊，诸葛冲之女

### 子女
- 石定（约279年 - 307年10月24日），字庶公，石尠长子。与父亲石鲜和弟弟石迈俱死于汲桑之乱。妻刘氏，字贵华，刘邠子太常卿刘宏之女。此外，据《荀岳墓志》记载，石定还娶了中书侍郎荀岳长女荀柔（字徽音）
- 石迈（？ - 307年10月24日），石定弟，石尠小儿子。
- 石恭（？ - ？），石尠庶子，袭父亲爵。
- 石某（？ - ？），字令修，石尠女，嫁江安侯颍川陈世范，后遭遗弃。